# Dezassete
O número dezassete (português europeu) ou dezessete (português brasileiro) (17) é o número natural que segue o dezasseis e precede o dezoito.

## Matemática
O dezessete é o sétimo número primo, depois do 13 e antes do 19. 
O 17 é o terceiro número de Fermat (n=2), depois do 5 e antes do 257.

## Cultura popular
O dezessete é tradicionalmente considerado um número aziago, pois um anagrama de seu número romano XVII é VIXI, que em latim significa "eu vivi", ou seja "estou morto". Já na língua galega, o anagrama significa vigia, que é uma das chaves para se evitar o problema referido.
Em alguns países, como na Itália, se diz que a sexta-feira 17 seja um dia aziago, pois Jesus teria morrido justamente em uma sexta-feira. 

## Religião
No livro do Gênesis, no 17.° dia do sétimo mês do ano, a arca de Noé repousa no monte Ararate.
Na Cabala, o 17 é um número de boa sorte, pois segundo a Gematria, é a soma das letras hebraica têt (9), waw (6) e bêth (2), que formam a palavra טוב, tóv, que significa "bem".

## Ciências
O dezassete é o Número atômico do Cloro.